# Бокун, Герман Матвеевич
Герман Матвеевич Бокун (27 августа 1922, Узденский район — 8 марта 1978, Белорусская ССР) — советский и белорусский спортсмен и тренер по фехтованию; Мастер спорта СССР (1949), Заслуженный тренер Белорусской ССР (1961), Заслуженный тренер СССР (1965), Заслуженный деятель физической культуры Белорусской ССР (1971).

## Биография
Родился 27 августа 1922 года в деревне Ясень Узденского района Белорусской ССР.
Служил в РККА с 1940 года, был участником Великой Отечественной войны, командиром машины 20-го отдельного батальона химической защиты, 115-го и 194-го зенитных артиллерийских полков.
В 1949 году окончил Белорусский институт физической культуры. С 1950 года работал в Белорусском и Минском областном советах ДСО «Динамо».
Занимался фехтованием. С 1951 по 1954 год входил в состав сборной команды СССР. Был участником Олимпийских игр 1952 года в Хельсинки; принимал участие в личном первенстве, где дошёл до второго раунда, и в командных соревнованиях.
С 1957 года — заведующий кафедрой фехтования и бокса Белорусского института физической культуры, с 1962 года — тренер по фехтованию Центрального совета союза спортивных обществ и организаций Белорусской ССР. В 1964—1977 годах был заместителем председателя Спортивного комитета БССР. Судья международной категории.
Одновременно занимался тренерской деятельностью, среди его воспитанников — Алексей Никанчиков, Александр Павловский, Юрий Смоляков, Арнольд Чернушевич (призёры Олимпийских игр), Елена Белова и Татьяна Самусенко (победители Олимпийских игр), Григорий Лопатнев (позже стал тренером национальной команды Белоруссии по сабле), Диана Никанчикова (позже стала Заслуженным тренером Белорусской  ССР), .
Умер 8 марта 1978 года.
Был женат на Ларисе Бокун, тоже тренере по фехтованию, развёлся.

## Награды
- 2 ордена «Знак Почёта» (27.04.1957, за успехи, достигнутые в деле развития массового физкультурного движения в стране, повышения мастерства советских спортсменов, и успешное выступление на международных соревнованиях; 16.09.1960, за успешные выступления в XVII летних и VIII зимних Олимпийских играх 1960 года, а также за выдающиеся спортивные достижения[6])
- Медаль «За оборону Ленинграда»